# シェーンブルンの和約
シェーンブルンの和約（シェーンブルンのわやく、フランス語: Paix de Schönbrunn, ドイツ語: Friede von Schönbrunn, 1809年10月14日）は、ナポレオン戦争の途中に、ウィーンのシェーンブルン宮殿において、フランス帝国とオーストリア帝国との間で結ばれた講和条約である。シェーンブルン条約（シェーンブルンじょうやく, 仏:Traité de Schönbrunn, 独:Vertrag von Schönbrunn）とも呼ばれる。

## 概要

シェーンブルンの和約によって領土を大きく減らしたオーストリア帝国（1812年）

イベリア半島戦争でのナポレオン1世のつまづきを目の当たりにしたオーストリアは、1809年4月9日にイギリスと第五次対仏大同盟を結成してバイエルンへ侵攻し、1805年のプレスブルクの和約で失った領土の奪還へと乗り出した。しかし、逆にナポレオンによってウィーンを占領され、7月5日から6日にかけて行われたヴァグラムの戦いにも敗北して、7月12日には停戦が成立した。
10月14日に締結された講和条約はオーストリアにとって屈辱的な内容であった。フランスにはトリエステとダルマチアを、バイエルン王国にはザルツブルクとチロルを、ワルシャワ公国には北部ガリツィアとルブリンを割譲した。ロシア帝国に対しては、オーストリアと戦わなかったにもかかわらず、東部ガリツィアを割譲した。この一連の領土喪失によって、オーストリアは一時的に内陸国となってしまう。さらにオーストリアはこれらの領土と共に、全人口の6分の1に相当する400万人の人口を失った。そのうえ、陸軍の総兵力は15万人に制限され、8,500万フランの賠償金を課せられた。また、ジョゼフ・ボナパルトをスペイン国王として承認するとともに、大陸封鎖令の遵守を改めて確約させられた。